# موچیا، استرالیای غربی
موچیا (به انگلیسی: Muchea) یک شهرک در استرالیا است که در استرالیای غربی واقع شده‌است.